# 克什克腾世界地质公园
克什克腾世界地质公园位于内蒙古赤峰市克什克腾旗，保护面积为5000平方公里，处于内蒙古高原、大兴安岭、燕山山脉的结合部。地质公园主要有花岗岩石林、岩臼、第四纪冰川遗迹、火山群、大峡谷、浑善达克沙地等地质地貌。 
2001年12月10日克什克腾地质公园被国土资源部列为中国国家地质公园。2005年2月11日被联合国教科文组织批准为第二批世界地质公园。

## 相关链接
- 克什克腾国家地质公园晋升世界地质公园网站